# Willem Elsschot
Willem Elsschot (pseudoniem van Alphonsus Josephus de Ridder) (Antwerpen, 7 mei 1882 – aldaar, 31 mei 1960) was een Belgische romanschrijver en dichter. Hij schreef poëzie en 750 pagina's proza, met als bekendste titels Lijmen/Het been (roman, 1923 en 1938) en Kaas (roman, 1933). Zijn beroep was reclameman.

## Biografie

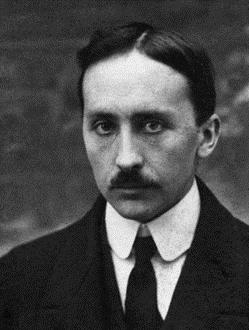
Elsschot (1920)

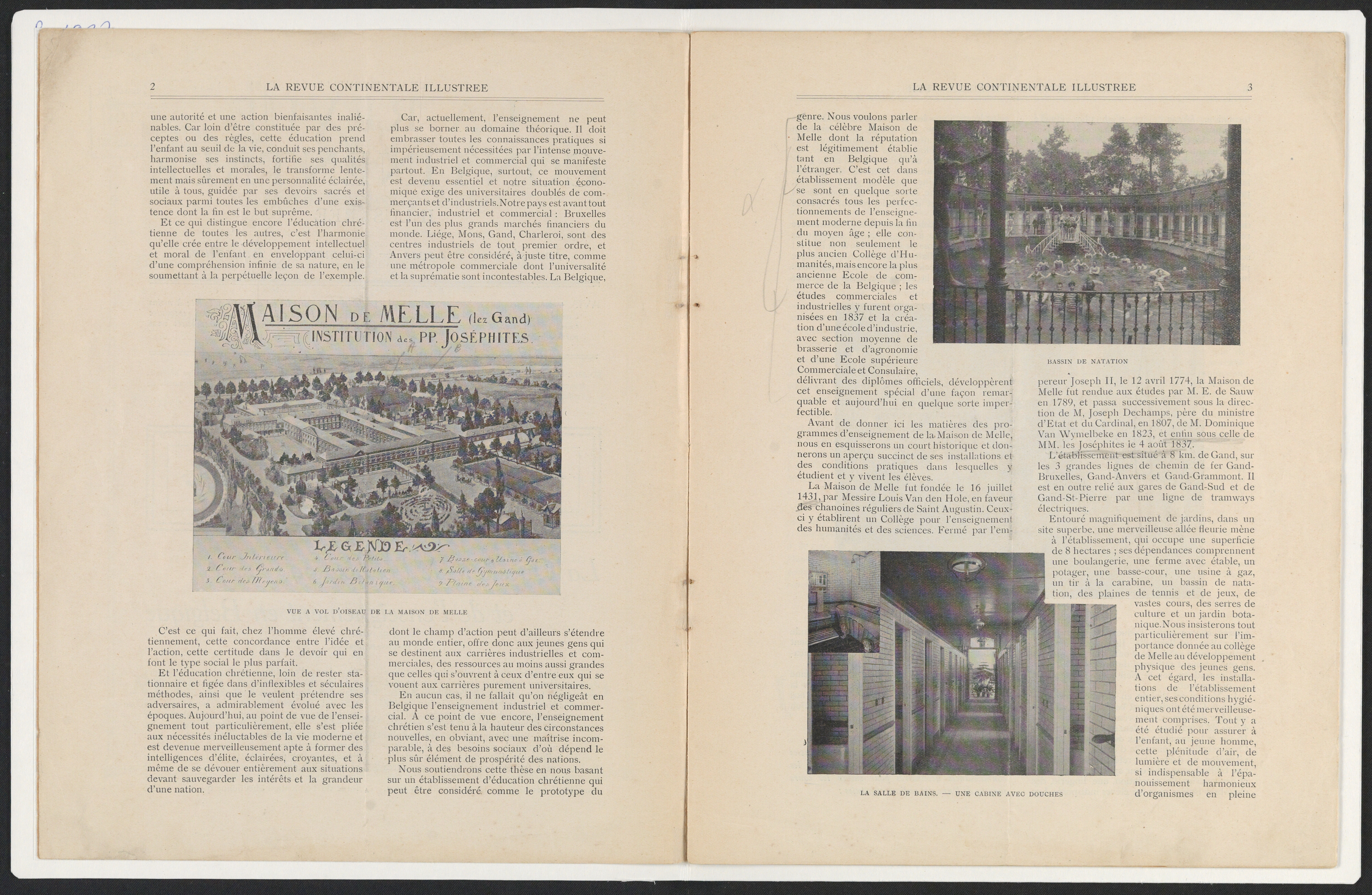
Fragment uit het tijdschrift La Revue van Willem Elsschot.

Elsschot werd in Antwerpen geboren als zoon in een bakkersgezin. Hij studeerde in Antwerpen aan de Antwerpse gemeenteschool in de Van Maerlantstraat, het Koninklijk Atheneum van Antwerpen en het Institut Supérieur de Commerce de l'État, later Rijkshandelshogeschool, alwaar hij in 1904 het diploma licentiaat in de handelswetenschappen behaalde. Tijdens deze studie was Elsschot lid van de studentenclub NSK (later Wikings-NSK) en schreef hij hiervoor het clublied. Hij maakte zijn studies aan het atheneum niet af omdat hij van school werd gestuurd. Op het atheneum kreeg hij les van Pol de Mont en ontdekte hij zijn liefde voor de literatuur.
In zijn jeugd bezocht de kleine Alfons de Ridder tijdens de zomervakanties vaak zijn oom in het landelijke Blauberg. Hij ging er graag wandelen in het gebied 'Helschot', tussen Blauberg en Veerle, en ontleende later zijn schrijversnaam aan deze plaats.
De Ridder oefende verschillende beroepen uit; niet enkel in Antwerpen en Brussel, maar ook in Parijs, Rotterdam en Schiedam. In de laatste stad was hij handelscorrespondent op het kantoor van de Werf Gusto, dat model zou staan voor de General Marine and Shipbuilding Company in Kaas. Een oudere collega bij Gusto, mejuffrouw Van der Tak, stimuleerde hem de kleurrijke verhalen die hij vertelde, op papier te zetten.
Vanaf 1912 werkte De Ridder voor het tijdschrift La Revue Continentale Illustrée: industrie, finance, commerce, éducation, van zijn vriend Jules Valenpint, die model stond voor het personage Boorman in de roman Lijmen/Het been, waarin La Revue Continentale is omgedoopt in "Algemeen Wereldtijdschrift voor Financiën, Handel, Nijverheid, Kunsten en Wetenschappen". Het echte tijdschrift ging tijdens de Eerste Wereldoorlog wegens de economische omstandigheden failliet.
Tijdens de Eerste Wereldoorlog was hij secretaris van het Nationaal Comité voor Hulp en Voeding in Antwerpen. Na de oorlog stichtte hij zijn eigen reclamebureau, dat hij tot aan zijn overlijden bleef besturen. In die rol schreef hij onder andere een tekst met de titel "Lofzang op de mostaard" (eet mosterd van Tierenteyn Ferdinand / veruit de bekwaamste fabrikant / van ons beminde Belgenland). Hij was gespecialiseerd in gedenkboeken van bedrijven en winkeliersverenigingen. Ook gaf hij vijf maal de Almanak der Kroostrijke Gezinnen uit. In 1930 wist hij een koninklijke aanbeveling te verkrijgen voor een ruimschoots van advertenties voorzien gedenkboek ter gelegenheid van 100 jaar onafhankelijkheid van België. Verder verzorgde hij jarenlang reclame-uitingen op de zijwanden van kiosken op honderden spoorwegstations in België. Van 1942 tot 1960 was hij de advertentie-acquisiteur van Snoecks.
Elsschot hield niet van de reclamewereld. Vlak voor zijn dood in 1960 formuleerde hij het als volgt: "Niet alleen walg ik van de reclame, maar ook van de commercie in het algemeen. En ik heb Lijmen geschreven omdat ik er op een of andere manier van af moest komen. Ik moest wel reclame bedrijven, want van mijn pen heb ik nooit kunnen leven."
Elsschot liet in de duinen van Sint-Idesbald (Koksijde) zijn villa Kerkepanne bouwen en vond daar zijn tweede thuis. Daarover schreef hij onder meer in Tsjip.
Met de huwelijkstrouw nam Elsschot het niet zo nauw, zo had hij tussen 1946 en 1951 een relatie met de dichteres Liane Bruylants. Volgens haar had hij nog een andere relatie met een onbekende vrouw.
De Nederlandse schrijver/journalist Simon Carmiggelt was al een groot bewonderaar van Elsschot vanaf 1936 toen hij diens gedicht 'Het Huwelijk' las. In 1948 bezocht Carmiggelt hem voor het eerst te Antwerpen en deed drie maanden na de ontmoeting in Het Parool verslag met een eerbiedig interview, waarin hij Elsschot "zonder enige twijfel de grootste in onze taal schrijvende prozaïst van het ogenblik" noemde. Carmiggelt liet zijn Honderd dwaasheden achter en kreeg later een vriendelijke bedankbrief van Elsschot waarin die met paginanummers en al opsomde welke uitdrukkingen hem het meest getroffen hadden. Carmiggelt bezocht Elsschot ook nog een dag voor zijn dood. Carmiggelt bekende meermalen dat hij in zijn werk veel te danken had aan de stijl van Elsschot. Ter gelegenheid van de verschijning van zijn Verzameld werk ondernam Elsschot in 1957 een lezingentournee door Nederland, waarvoor Carmiggelt om medewerking werd verzocht. Carmiggelt zou een uur inleidend over Elsschot spreken en na de pauze zou Elsschot een half uur uit zijn roman Een ontgoocheling voorlezen. In de wetenschap dat Elsschot zelf onder zijn gehoor zou zitten, bereidde Carmiggelt zich nauwgezet voor. In het Letterkundig Museum bestudeerde hij de briefwisseling tussen Elsschot en Jan Greshoff en selecteerde passages die Elsschots manier van werken op originele wijze belichtten. De eerste bijeenkomst van de tournee was op 24 april 1957 in de grote zaal van De Bijenkorf te Rotterdam. Wat het publiek ervan zou vinden, zei Carmiggelt, "hield mij minder intens bezig dan de vraag wat Elsschot zelf ervan vond." De tournee verliep verder naar Den Haag, Utrecht en het Amsterdamse Vondelpark Paviljoen. Het Algemeen Handelsblad omschreef Carmiggelts bijdrage als "een zachtmoedige, maar niettemin scherp-omlijnende karakteristiek". In zijn Kronkels schreef Carmiggelt niet over deze tournee, maar wel deed hij in de Kronkel van 7 maart 1958 verslag van een bezoek aan Elsschot en gaf details door over de ware identiteit van Boorman en mevrouw Lauwereyssen, de hoofdpersonages uit Elsschots Lijmen/Het been.
Willem Elsschot overleed op 78-jarige leeftijd, vermoedelijk aan een hartinfarct, in Antwerpen. Zijn vrouw Fine overleed de dag daarop. Elsschot werd gecremeerd en zijn as werd samen met het lichaam van zijn echtgenote begraven op het Schoonselhof, zijn zerk is gekapt door Clement Jonckheer.
Postuum werd hem de Staatsprijs voor de literatuur toegekend. In 2005 eindigde hij op nr. 49 in de Vlaamse versie van de verkiezing van De Grootste Belg.

## Na zijn dood

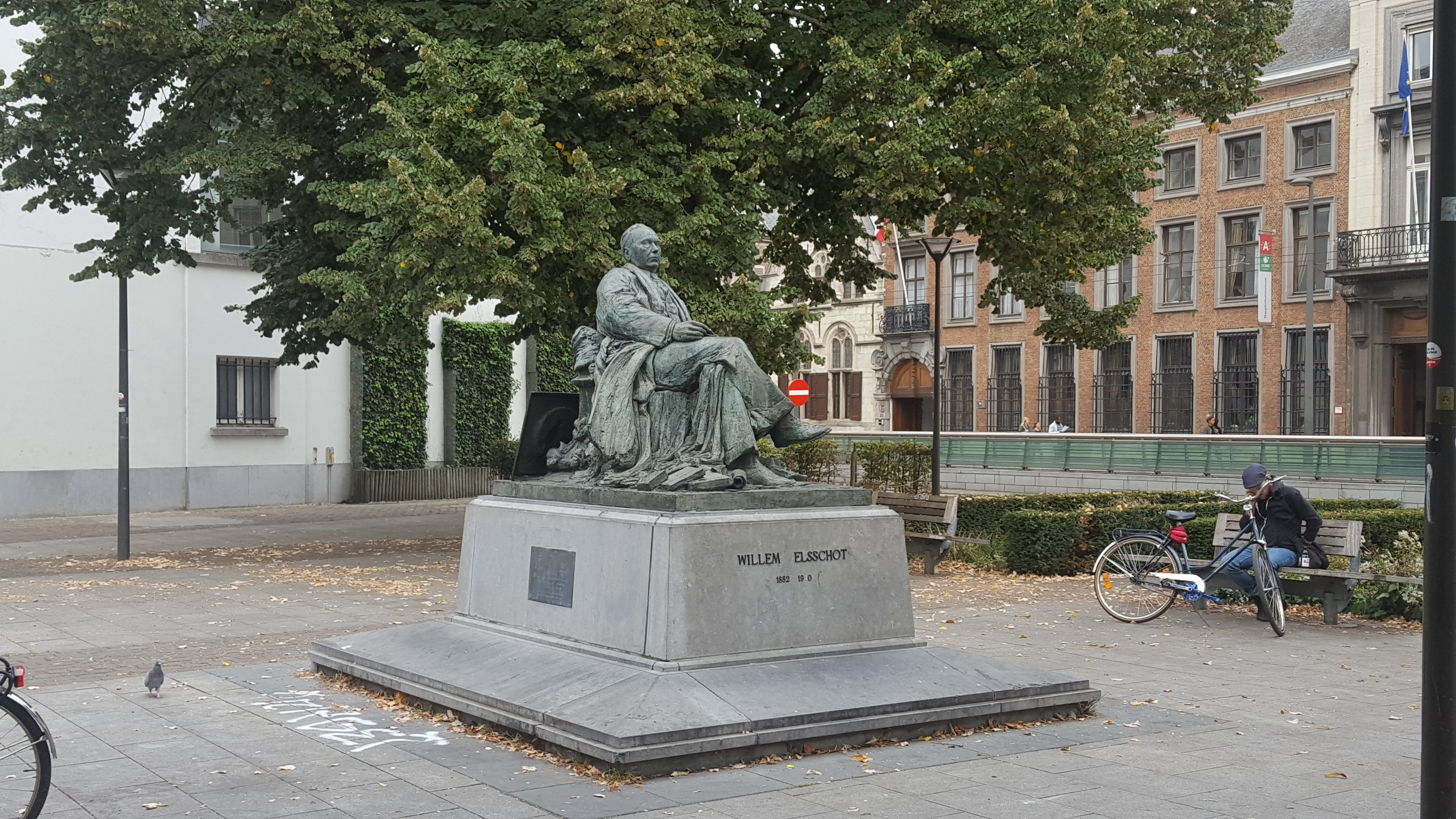
Standbeeld op het Mechelseplein in Antwerpen

Na het overlijden van Elsschot verminderde de belangstelling voor zijn werk niet. Naast de feestelijke onthulling van het bronzen standbeeld van de hand van Wilfried Pas op het Mechelseplein in Antwerpen in 1994, werd in juli 1999 het Willem Elsschot Genootschap opgericht, dat zich onder het voorzitterschap van Cyriel van Tilborgh actief inzette voor de bekendheid van Elsschots werk en leven, door een niet aflatende stroom van publicaties.
Ook buiten verantwoordelijkheid van het genootschap werden boeken en artikelen over Elsschot gepubliceerd. In oktober 2004 verscheen een eerste biografie, Willem Elsschot, Mythes bij het leven, geschreven door Jan van Hattem. In maart 2011 verscheen de biografie Elsschot, Leven en werken van Alfons De Ridder door Vic van de Reijt bij uitgeverij Athenaeum-Polak & Van Gennep.
In 2004 wilden drie kleinzonen delen van het archief (identieke eerste drukken en brieven van andere schrijvers aan Elsschot) verkopen. De dochter van Elsschot, Ida de Ridder, en andere familieleden wisten dat via een kort geding in december 2004 te verhinderen. Zij vonden dat de nalatenschap bij elkaar moest blijven. Het archief van Elsschot berustte bij zijn oudste zoon Walter; bij diens overlijden kwam het in handen van de kleinzonen Walter, Fons en Christiaan de Ridder. Recent hebben de erven van de nalatenschap van Alfons de Ridder in onderling overleg beslist dat het literaire archief van Willem Elsschot als één ondeelbaar geheel wordt beschouwd. Aan dit archief is het zakelijke archief van Alfons de Ridder toegevoegd.
Van 2007 (125 jaar na Elsschots geboorte) tot 2010 (een halve eeuw na zijn overlijden) vond in Antwerpen het literair- culturele festival 'De stad van Elsschot' plaats. Van 30 mei 2010 t/m 31 december 2010 was in het Letterenhuis te Antwerpen de expo 'Dicht bij Elsschot' te zien, waarop veel stukken uit zijn archief tentoongesteld worden.

## Werk
Willem Elsschot publiceerde zijn eerste gedichten in het tijdschrift Alvoorder, dat in 1900 en 1901 verscheen in Vlaanderen. Zijn echte loopbaan als schrijver begon in Rotterdam. Daar voltooide hij in 1910 Villa des Roses (gepubliceerd in 1913). De roman viel, met zijn realistische, sobere stijl, buiten de toen gangbare literaire stromingen. Het werk werd aanvankelijk dan ook nauwelijks opgemerkt door de kritiek en het publiek. Villa des Roses volgt de lotgevallen van een bonte mengeling van gasten in een pension in Parijs. Elsschot, die zijn romans vrijwel altijd baseerde op eigen belevenissen, had zelf enkele maanden in zo'n pension verbleven als secretaris van een Argentijnse zakenman. Ook autobiografisch gekleurd is Een ontgoocheling (1921) over een Antwerps jongetje dat van zijn vader advocaat moet worden, maar mislukt op het gymnasium en loopjongen wordt bij een drukkerij.
Zijn bekendste werken volgden in de jaren twintig en dertig: Lijmen (1924), Kaas (1933), Tsjip (1934) en Het been (1938). De twee novellen Lijmen en Het been vormen tezamen een roman. In Lijmen treedt de kantoorklerk Frans Laarmans in dienst van Boorman, directeur van het Wereldtijdschrift. In beide personages, de harde zakenman Boorman en de volgzame, wat slappe Laarmans, zijn kanten van Elsschot zelf te vinden. Het Wereldtijdschrift, een advertentiekrant in de gedaante van een serieus periodiek, bevat lovende, ronkende beschrijvingen van fabrieken, winkels, sanatoria, etc. Boorman tracht de eigenaars daarvan zo veel mogelijk exemplaren van het tijdschrift aan te smeren (het 'lijmen' waarnaar de titel verwijst), met als argument dat ze dit als reclamemateriaal kunnen gebruiken. Zo verkoopt hij 100.000 exemplaren aan mevrouw Lauwereyssen, die een smederij drijft in Brussel en lijdt aan een ernstige beenkwaal. Wanneer Boorman haar vele jaren later tegenkomt, blijkt haar been geamputeerd en heeft zij een houten been. Hij krijgt wroeging en besluit haar het geld terug te geven, wat hem meer moeite kost dan het indertijd aan haar te verdienen. Elsschot schreef het tweede deel, Het been, op aandrang van zijn vriend Menno ter Braak.
Kaas en Tsjip verschenen in het literaire tijdschrift Forum. Kaas vertelt het tragikomische verhaal van opnieuw Frans Laarmans, een brave huisvader die onder invloed van succesvolle, rijke vrienden zijn kantoorbestaan inruilt voor een agentschap in Edammer kaas. Daar Laarmans geen enkele kennis van en talent voor handelspraktijken heeft, is de onderneming tot mislukken gedoemd.
Centrale thema's die vaak in zijn boeken voorkomen zijn het zakenleven (Lijmen/ Het Been, Kaas, Het tankschip (1942)) en het gezinsleven (Een ontgoocheling, opnieuw Kaas, Tsjip en De leeuwentemmer (1940)).
Ook religie vormt een voornaam thema in het oeuvre van Elsschot, die zelf atheïst was. De Verlossing (1921) behelst een aanval op de macht die de Katholieke Kerk uitoefende op het Vlaamse platteland. Het is het verhaal van een vete op leven en dood tussen een pastoor en een ongelovige winkelier. Vlak na de Tweede Wereldoorlog schreef Elsschot nog Het Dwaallicht (1946), waarin Laarmans een tocht door Antwerpen onderneemt in het gezelschap van drie Afghaanse zeelui die hem de weg hebben gevraagd naar een vrouw, Maria van Dam. Wandelend van kroeg naar kroeg, en onderwijl discussiërend over het geloof, slagen zij er niet in, Maria van Dam te vinden.
De werken van Elsschot worden gekenmerkt door een droge, scherpe humor die vaak cynische vormen aanneemt, maar waarin je altijd de gevoelsmens Elsschot blijft herkennen. Verder bevatten zijn werken nauwkeurige beschrijvingen van de omgeving. Het taalgebruik is nuchter, helder en zakelijk en doet ook vandaag nog opvallend modern aan. Elsschot schrijft nooit een woord te veel. Elsschot heeft zijn visie op de kunst van het schrijven beknopt uiteengezet in de inleiding van de roman Kaas. Enkele jaren later analyseerde hij in "Achter de schermen" het ontstaan van de inleiding tot zijn roman Tsjip. Ook in dit stuk laat Elsschot zich kennen als een schrijver die elke zinswending, elk woord wikt en weegt.
Omstreden (vooral dan in socialistische en communistische kring) was het gedicht over dr. August Borms, het terechtgestelde Vlaams-nationalistische repressieslachtoffer. Sommigen verweten Elsschot dat hij het opnam voor een collaborateur, anderen zien het als een pamflet tegen onrecht en tegen de doodstraf. Elsschot schreef ook een gedicht gewijd aan Marinus van der Lubbe, opgedragen aan Simon Vestdijk, die ook een gedicht over deze vermeende brandstichter van het Duitse Rijksdaggebouw schreef.
Het toneelstuk De landman van Chicago, of hoe men uitgever wordt van een landbouwblad — blijspel in twee bedrijven (1953) werd veel later ontdekt in Snoecks Almanak, en werd aanvankelijk toegeschreven aan Elsschot (het was opgenomen als een smalle kolom naast door Alfons de Ridder geworven advertenties). Deze toeschrijving aan Elsschot is inmiddels ook door de ontdekker van de tekst ingetrokken.
Als een jeugdzonde in zijn oeuvre geldt het scabreuze studentenlied De Schele Vanderlinden.

## Vertalingen
- In 1936 verscheen bij uitgeverij Julius Albert in Praag een bundeltje Tsjechische vertalingen Sýr/Vrabeček met vertalingen van Kaas en Tsjip.
- In 1965 verscheen bij uitgeverij Heinemann in Londen een bundel met Engelse vertalingen Three Novels: Soft Soap / The Leg / Will o' the Wisp.
- In 1975 verscheen bij uitgeverij Maia in Siena Il fuoco fatuo (Het dwaallicht).
- In 1977 verscheen bij uitgeverij Svoboda in Praag een bundel met Tsjechische vertalingen onder de algemene titel Bludička (Het Dwaallicht). Deze bundel bevat de vertalingen Bludička, Villa des Roses, Vejička (Lijmen), Tanková loď (Het tankschip) en een nieuwe vertaling Sýr (Kaas).
- In 1981 verscheen bij uitgeverij Euroeditor Una grande disillusione (Een ontgoocheling).
- In 2002 verscheen een vertaling van Kaas onder de titel Cheese bij Granta Publications. Deze vertaling werd ook voorgelezen op BBC Radio 4 en op de BBC Worldservice.
- In 2007 verscheen de Friese vertaling van Kaas, van de hand van Frank Dijkstra, onder de titel Tsiis bij uitgeverij Athenaeum-Polak en Van Gennep te Amsterdam.
- In 2010 verscheen een Esperantovertaling van Het dwaallicht onder de titel Kiel vaglumo bij de Vlaamse Esperantobond.
- In 2010 verscheen bij uitgeverij Gramedia in Jakarta de Indonesische vertaling van Kaas onder de titel Keju.

## Prijzen

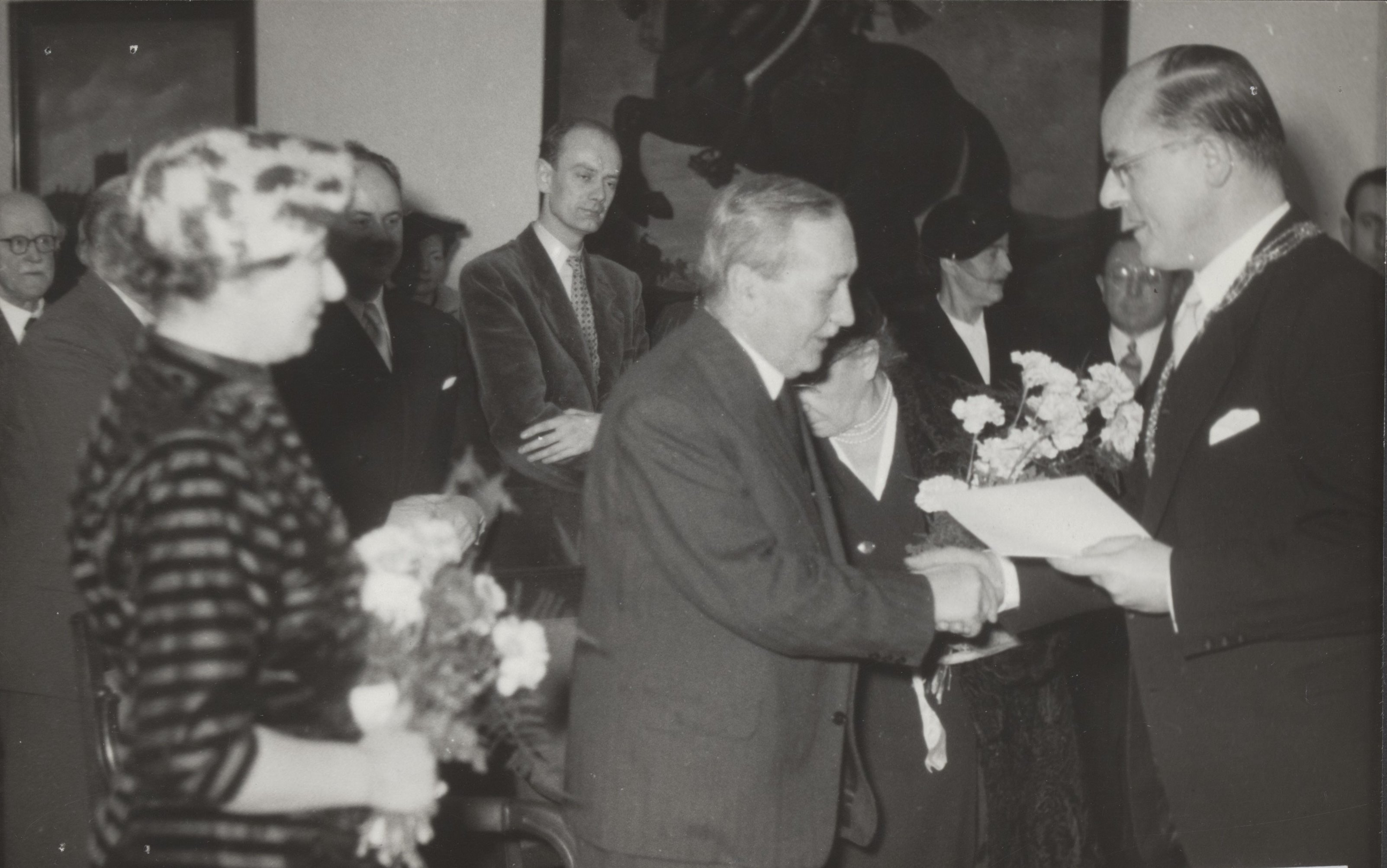
Elsschot bij de uitreiking van de Constantijn Huygensprijs (1951)

- 1948 - Vijfjaarlijkse Staatsprijs van België voor verhalend proza
- 1951 - Constantijn Huygensprijs
- 1960 - Vijfjaarlijkse Staatsprijs voor Vlaamse Letterkunde

### Romans en novellen
- Villa des Roses (1913)
- Een ontgoocheling (1914)
- De verlossing (1921)
- Lijmen (1923)
- Kaas (1933)
- Tsjip (1934)
- Pensioen (1937)
- Lijmen/Het been (1938)
- De leeuwentemmer (1940)
- Het tankschip (1942)
- Het dwaallicht (1946)

### Poëzie
- Het huwelijk (1910)
- Verzen van vroeger (1934)
- Van der Lubbe (1934)
- Spijt (1934)
- De banneling (1943)
- Borms (1947)

### Vanuit zijn reclamewerk
- Almanak der Kroostrijke Gezinnen, vijf maal verschenen

### Verzamelingen
- Verzameld werk (1957)
- Zwijgen kan niet verbeterd worden: Ongebundelde teksten (1979) – met jeugdgedichten, journalistiek werk, een brief aan zijn zoon
- Volledig werk (2001-2006) – kritische leeseditie, tot stand gekomen onder auspiciën van het Huygens Instituut; bezorgd door Peter de Bruijn, met medewerking van Wieneke 't Hoen en Lily Hunter, in 11 delen:
Villa des Roses – Een Ontgoocheling – De Verlossing – Lijmen / Het Been – Kaas – Tsjip / De Leeuwentemmer – Pensioen – Het Tankschip – Het Dwaallicht – Verzen – Nagelaten werk
- Verzameld werk (2005) – bezorgd door Peter de Bruijn, met illustraties van Peter van Hugten (Gouden Reeks)
- Verzameld werk, 6e dr. Athenaeum - Polak & van Gennep, Amsterdam (12 januari 2012). ISBN ISBN9789025369071.
- Verzameld werk (2021) - door Singel Uitgeverij/Atheneum, met illustraties van Peter van Hugten

## Verfilmingen
- Lijmen, een televisieverfilming uit 1962, geregisseerd door Fred Engelen
- Villa des Roses, een miniserie voor de televisie uit 1968, geregisseerd door Walter van der Kamp
- Kaas, een televisieverfilming uit 1968, geregisseerd door Gerard Rekers
- Het Dwaallicht, een verfilming uit 1973, geregisseerd door Frans Buyens
- De Verlossing, een miniserie voor de televisie uit 1975, geregisseerd door Walter van der Kamp
- Villa des Roses, een televisieverfilming uit 1989, geregisseerd door Marc Lybaert
- Kaas, een televisieverfilming uit 1999, geregisseerd door Orlow Seunke
- Lijmen/Het Been, een verfilming uit 2000, geregisseerd door Robbe De Hert
- Villa des Roses, een Engelstalige verfilming uit 2002 met een internationale cast, geregisseerd door Frank Van Passel